# Hermine Stindt
Hermine Marie Stindt, född 3 januari 1888 i Bremerhaven, död 19 februari 1974 i Hannover, var en tysk simmare.
Stindt blev olympisk silvermedaljör på 4 x 100 meter frisim vid sommarspelen 1912 i Stockholm.